# Saint-Aignan (Ardenas)
Saint-Aignan é uma comuna francesa na região administrativa de Grande Leste, no departamento das Ardenas. Estende-se por uma área de 7,74 km². Em 2010 a comuna tinha 154 habitantes (densidade: 19,9 hab./km²).